# Leptopterigynandrum decolor
Leptopterigynandrum decolor är en bladmossart som beskrevs av Fleischer 1923. Leptopterigynandrum decolor ingår i släktet Leptopterigynandrum och familjen Thuidiaceae. Inga underarter finns listade i Catalogue of Life.